# 陈楚湘

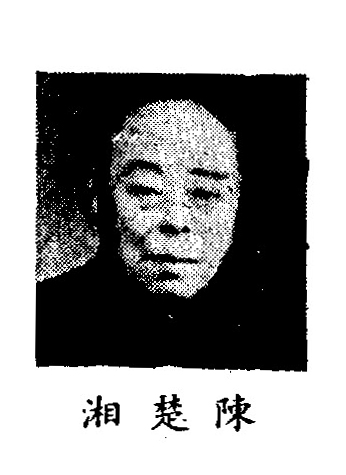

陈楚湘（1897年～1973年），中国早期烟草业企业家，浙江镇海人。

## 生平
陈楚湘在8岁时入读私塾。10岁时，陈楚湘转学到宁波镇海妙胜寺东西管两等学校。1912年，就读于上海小西门外民主中学。1916年，陈楚湘辍学经商。曾就职于上海英美烟公司营业部三年。1919年，陈文鉴（陈楚湘父亲）和沈葆庸等人合伙创办了兴业烟公司。陈楚湘后来就职于兴业烟公司。
1924年，陈楚湘创办福和烟公司，并出任总经理。1924年4月，陈楚湘等将濒临倒闭的华成烟草公司改组为中国华成烟草股份有限公司，并出任常务董事，兼任总经理。
1925年，五卅惨案爆发后，因国货热销，华成烟草公司的产品畅销，公司利润猛增，业务、市场得到巩固。抗日战争前昔，华成烟草公司成为民族卷烟业中是规模最大的企业之一。1937年8月13日，日军入侵上海。1937年9月7日，华成烟草公司汇山路总厂毁于日军战火，公司损失巨大。1939年，陈楚湘决定新建烟厂，1942年，迁入新厂，生产得以持续。
1945年，抗日战争胜利，外商卷烟抢占中国市场，大量倾销，基本垄断了中国卷烟业；时值中国经济危机，货币飞速贬值，华成烟草公司损失巨大，但仍得以维持生产。
1955年秋，上海公私合营展开。公私合营后，陈楚湘出任公司总经理。